# The Open Group
The Open Group je průmyslové konsorcium sponzorované společnostmi IBM, Sun Microsystems, HP, Hitachi, Fujitsu, NASA, NEC, Capgemini a dalšími. Jeho funkcí je zejména nastavení technologicky neutrálních otevřených standardů ve výpočetní technice. Vzniklo v době sloučení X/Open a Open Software Foundation v roce 1996. The Open Group je známá díky publikaci Single UNIX Specification, která rozšiřuje standardy POSIXu a oficiální definici UNIXu.

## Činnost The Open Group

### Certifikace
Nejznámější službou konsorcia The Open Group jsou jejich certifikační programy, které zahrnují certifikace pro běžné operační prostředí (COE, CORBA, POSIX, SIF, UNIX a WAP). The Open Group je také majitelem ochranné známky UNIXu.
The Open Group se zaměřila na standardizaci, nabízí certifikace pro profesionály v IT. Kromě The Open Group Architecture Framework sponzoruje The Open Group také IT Architect Certification a IT Specialist Certification díky schopnostem a zkušenostem založených na certifikačních programech.

### Členská fóra
The Open Group poskytuje prostor pro diskusi svých členů, zabývá se jejich požadavky a společně pracují na vývoji a schválení průmyslových standardů (některé z The Open Group dokumentů jsou přístupné pouze členům, obzvláště jedná-li se o dokumenty, které nejsou zcela dopracovány). Jednotlivá fóra jsou zaměřena na zájmy uživatelů, uživatelé se mohou účastnit jednoho, nebo více poloautonomních fór, např.:
- ArchiMate Forum[5]
- Architecture Forum[6]
- Enterprise Management and Quality of Service Forum[7]
- Grid Enterprise Services Forum[8]
- Identity Management Forum[9]
- Jericho Forum[10]
- Messaging Forum[11]
- Platform Forum[12]
- Real Time and Embedded Systems Forum[13]
- Security Forum[14]
- Universal Data Element Framework Forum[15]

Členové se setkávají na pravidelných čtvrtletních konferencích a na členských mítincích..

### Další služby
The Open Group poskytuje také řadu dalších služeb pro konsorcia. Od počáteční spolupráce s danou organizací přes průběžnou podporu, standardy, zkušenosti s vývojem až po pomoc s trhem. The Open Group pomáhá organizacím se vymezením podnikových cílů a strategií, dále poskytuje certifikaci a testování vyvíjených služeb. Tyto služby jsou určeny zejména pro vládní sektor – různé agentury, dodavatele a společnosti nebo organizace sestavené vládou.

## Historie
Na počátku 90. let 20. století si Unixoví odborníci začali uvědomovat, že je potřeba vytvořit standardy pro budoucí rozvoj UNIXu. Prodejci OS UNIX byli nejednotní a jejich spory jsou známy jako Unixové války. Unixové války vytvořily na trhu mezeru, a tím umožnily rozšíření produktů od konkurenčního Microsoftu a různých open source řešení jako je Linux. Za první sjednocující krok můžeme považovat iniciativu Common Open Software Environment (COSE). Ten to krok vyústil až ve sloučení Open Software Foundation (OSF) a X/Open. Toto sloučení ukončilo vzájemné šarvátky. OSF se již v roce 1994 sloučila s Unix International, což znamenalo, že efektivně reprezentovala všechny elementy Unixového společenství.
Hodnota Unixové značky se zmenšila kvůli změnám na trhu s open source systémy. Znatelně k tomu přispělo rozšíření „nestandardizovaného“ operačního systému, jako je kombinace GNU a Linuxu. The Open Group se spolu s Linux Foundation snažili standardizovat Linux pomocí specifikace Linux Standard Base (LSB). Tato snaha neměla však takový účinek, jaký byl očekáván.

## Inovace a standardy
- Call Level Interface (je základem pro Open Database Connectivity (ODBC)
- Common Desktop Environment (CDE)
- Distributed Computing Environment (je základem pro DCOM)
- Distributed Relational Database Architecture (DRDA)
- LDAP (Lightweight Directory Access Protocol)
- Motif knihovna (používáno v CDE)
- Single UNIX Specification (POSIX)
- X Window System jako nástupce zaniklého X Consortium
- Application Response Measurement (ARM) standard
- Common Manageability Programming Interface (CMPI) standard